# Dryden (Kanada)
Dryden – miasto (ang. city) w Kanadzie, w prowincji Ontario, w dystrykcie Kenora.
Powierzchnia Dryden to 65,31 km².
Według danych spisu powszechnego z roku 2001 Dryden liczy 8198 mieszkańców (125,52 os./km²).